# ガエル・カクタ
ガエル・カクタ（Gaël KAKUTA, 1991年6月21日 - ）は、フランス・リール出身のサッカー選手。コンゴ民主共和国代表。エステグラルFC所属。ポジションはミッドフィールダー。祖父が日本人の日系フランス人3世とされる。「フランスのメッシ」の異名を持つ。

## 経歴

### クラブ
サッカー選手であるコンゴ人の叔父の影響でサッカーを始める。RCランスの下部チームに所属していたが、国際大会での活躍により注目され、2007年にチェルシーFCの下部チームへ移籍した。
2009年11月21日のウルヴァーハンプトン・ワンダラーズFC戦にてニコラ・アネルカとの交代という形でプレミアリーグデビューを飾った。2009年12月8日のチェルシー対アポエル戦でUEFAチャンピオンズリーグ初出場も果たした。18歳5カ月でのCLデビューは、当時のチェルシーFCクラブ最年少出場記録となった。将来を期待され2009年にチェルシーに加入したもののチームに定着できず、わずか６試合の出場でノーゴールに終わり、フラム、ボルトン、ディジョン、フィテッセ、ラツィオ、ラージョ・バジェカーノへレンタル移籍を経験。
その後、2015-16シーズンよりセビージャに完全移籍を果たした。だがセビージャでもコパ・デル・レイで3試合1ゴール1アシスト、リーガ・エスパニョーラで48分間の出場にとどまった。
2016年2月5日、移籍金500万ユーロ（約6億5000万円）で中国サッカー・スーパーリーグの河北華夏幸福に完全移籍することで合意に達したとクラブ公式サイトで発表した。
2017年1月17日、デポルティーボ・ラ・コルーニャへシーズン終了までのレンタルで加入した。
2018年7月14日、ラージョ・バジェカーノに移籍した。
2019年、かつてレンタル移籍で所属していた2部のアミアンSCに完全移籍した。
2020年、RCランスにレンタル移籍、リーグ戦11ゴールと結果を残しランスの1部昇格に貢献、翌年2021年に完全移籍。
2022年、アミアンに復帰。

### 代表
2006年、U-16フランス代表に選ばれる。アイルランドとの親善試合となったデビュー戦ではいきなり初ゴールを決め、その後もユースでは代表の主力として招集され続けている。2009年9月に行われた仙台カップ国際ユースサッカー大会にU-18フランス代表の一員として出場し、優秀選手賞に選ばれた。

## 人物
エデン・アザールがジョン・ミケル・オビとの対談で「現元チームメイトの中で誰が最も才能に恵まれていたか？」に関する質問を受けた際に、カクタの名を挙げ「ただ１人、本当に凄いと感じたのは、ガエル・カクタだ。彼は才能が凄かった。ダントツだ。私はリールに所属していて、彼はRCランスにいたので、よく対戦していたが、毎試合、素晴らしいプレーを見せていた。カクタは普通じゃない。最高の選手だよ。そのあとにチェルシーで一緒にプレーした。今になって言うのは、ずるいかもしれないけど、彼がチェルシーに行くのは、少し早すぎたと思うよ。まだ16歳だったからね」と語っている

## 移籍問題
ランスからチェルシーへの移籍に関して不正があったとしてランスはFIFAに提訴した。2009年9月、FIFAの調停機関（DRC）はカクタの4カ月の試合出場停止と78万ユーロの罰金の支払い、チェルシーには1年間の新規選手獲得禁止と罰金の支払いを命じる決定を行った。これに対してチェルシーは移籍は適切な方法で行われたとしてスポーツ仲裁裁判所（CAS）に訴えた。2010年2月にランスとカクタとの間には実際には有効な契約を持っておらず移籍は適切な方法で行われていたとし、スポーツ仲裁裁判所はチェルシーの訴えを支持し新選手獲得禁止処分・カクタの出場停止処分・罰金処分を解除した。スポーツ仲裁裁判所（CAS）は「新たな証拠を踏まえた結果、FIFAの調停機関（DRC）がチェルシーFCと選手に対して科した制裁措置は解除されなければならない。チェルシーFC、RCランス、フランス人選手ガエル・カクタによって達した合意に批准し、FIFAも関与したこの仲裁手続きを終了させる」と声明を発表した。

## 個人成績
| 国内大会個人成績 | 国内大会個人成績 | 国内大会個人成績 | 国内大会個人成績 | 国内大会個人成績 | 国内大会個人成績 | 国内大会個人成績 | 国内大会個人成績 | 国内大会個人成績 | 国内大会個人成績 | 国内大会個人成績 | 国内大会個人成績 |
| 年度             | クラブ           | 背番号           | リーグ           | リーグ戦         | リーグ戦         | リーグ杯         | リーグ杯         | オープン杯       | オープン杯       | 期間通算         | 期間通算         |
| 年度             | クラブ           | 背番号           | リーグ           | 出場             | 得点             | 出場             | 得点             | 出場             | 得点             | 出場             | 得点             |
| 中国             | 中国             | 中国             | 中国             | リーグ戦         | リーグ戦         | リーグ杯         | リーグ杯         | FA杯             | FA杯             | 期間通算         | 期間通算         |
| ---------------- | ---------------- | ---------------- | ---------------- | ---------------- | ---------------- | ---------------- | ---------------- | ---------------- | ---------------- | ---------------- | ---------------- |
| 2016             | 河北華夏幸福     |                  | 超級             |                  |                  | -                | -                |                  |                  |                  |                  |
| 通算             | 中国             | 中国             | 超級             | 0                | 0                | -                | -                | 0                | 0                | 0                | 0                |
| 総通算           | 総通算           | 総通算           | 総通算           | 0                | 0                | 0                | 0                | 0                | 0                | 0                | 0                |

## 代表歴
- 2007 - U-16 モンテギュー国際大会（3位）
- 2008 - U-17 UEFA U-17欧州選手権2008（準優勝）
- 2009 - U-18 仙台カップ国際ユースサッカー大会（2位。MIPの1人に選出）
- 2010 - U-19 UEFA U-19欧州選手権（優勝。MVPに選出[10]）

## タイトル

### クラブ
チェルシーFC
- プレミアリーグ：1回 (2009-2010)

### 代表
U-19フランス代表
- UEFA U-19欧州選手権：1回 (2010)